# فرودگاه برزووکا
فرودگاه برزووکا (به انگلیسی: Berezovka) یک فرودگاه نظامی است که یک باند فرود بتن دارد و طول باند آن ۳۵۰۰ متر است. این فرودگاه در کشور روسیه قرار دارد .